# 今井はつ
今井 はつ（いまい はつ、1901年（明治34年）5月3日 – 1971年（昭和46年）4月6日）は、日本初の女性国会議員の一人。

## 来歴
1901年、福井県大野郡勝山町（現在の勝山市）に出生。私立水田高等技芸学校卒。結婚後四国に渡り、高等小学校の代用教員や新聞記者をした。その後、上京し、裁縫塾を開き、戦災で故郷の福井に戻った。
男女普通選挙制度が採用されて初の選挙である1946年の第22回衆議院議員総選挙に日本自由党から立候補し、日本初の女性国会議員の一人となった。しかし、当選後、大阪府立清水谷高女中退を卒業としていた学歴詐称が発覚、書類送検となった。翌1947年の第23回衆議院議員総選挙で福井県（全県1区）から日本自由党で立候補したが落選した。次の1949年の第24回衆議院議員総選挙では東京1区から無所属で立候補したが落選した。
落選後は明治大学新聞高等研究科に入り、1950年に卒業した。その後総理府青少年問題審議会専門委員などを務めた。晩年は千代田区丸の内で麻雀荘を経営した。1971年、死去。